# Pastel*Palettes
Pastel＊Palettes（パステル パレット）は、日本の声優ユニットである。
同ユニットは、ブシロードによるメディアミックスプロジェクト『BanG Dream!』の一環として誕生しており、ブシロードミュージックに所属している。

## 来歴・演技
ユニットの情報は、2017年2月に行われた『バンドリ！ ガールズバンドパーティ！』（以下：『ガルパ!』）の発表会兼体験会で公表された。
ボーカルの丸山彩を演じる前島亜美は、ファミ通とのインタビューの中でブシロードからオファーがあったことを明かしている。前島は、もともと自分が幼少期からアニメや声優に興味があったがゆえに自分でいいんだろうかという不安があったとしつつも、引き受ける以上は、責任をもってキャラクターを背負う必要があることから、声優についての勉強を始めたとも話している。前島は声優として役を切り替えるのが不慣れであるという理由から、事前にPastel＊Palettesの曲をきいたりシナリオを読んだ上で、彩ならどうするかということを考えながら収録に臨んでいると話しており、ステージパフォーマンスにおいても同様だとしている。また、前島はアイドルグループ・SUPER☆GiRLSの元メンバーという経歴から、『ガルパ!』における同ユニットのバンドストーリーで起こる出来事とのリンクを感じ、バンドストーリーの1章の収録や、彩を主題としたイベントストーリー「夢に一途にまっすぐに」の準備では泣いていたと振り返っている。
しかしながら、2022年11月30日付で前島が芸能活動休止及び所属事務所の退所を発表したことに伴い丸山彩役を一度は降板となったが、2023年9月1日付で活動再開、改めて丸山彩役の起用となった。
2025年3月28日には、前島の声を元にしたSynthesizer V用ソングライブラリ「夢ノ結唱 PASTEL」が発売された。

## メディア展開・活動
同ユニットは丸山彩を演じる前島亜美が主にライブで活動していたが、「Pastel＊Palettes特別公演 〜まんまるお山に彩りスペシャル☆〜」のように、中上育実（大和麻弥役）をはじめとする他メンバーと共演したケースもある。
また、バックバンドとしてRAISE A SUILENが参加している。

## テーマ・音楽性
同ユニットはアイドルとバンドの融合をテーマとしており、楽曲の大半はアイドルの楽曲を得意とする末益涼太が担当している。
また、『ガルパ!』の開発・運営を担うCraft Egg代表の森川修一は、Elements Gardenから「アイドルバンドだから打ち込みの音やキーボードを使って厚みを足そう」という提案が寄せられたとアニメ!アニメ!とのインタビューの中で話している。
アニメ!アニメ!のハシビロコはPastel＊Palettesの音楽性について、さわやかな甘さに満ち溢れていると述べている。また、ハシビロコは、Pastel＊Palettesのカバー楽曲についても言及しており、『みくみくにしてあげる♪【してやんよ】』といったVOCALOID楽曲との親和性が高いとした一方で、『奏』といったバラード曲も得意とするなど、表現の幅が広いとしている。

## メンバー
- 前島亜美：丸山彩役[6]
- 小澤亜李：氷川日菜役[6]
- 上坂すみれ：白鷺千聖役[6]
- 中上育実：大和麻弥役[6]
- 秦佐和子：若宮イヴ役[6]

## 参加イベント
- ブシロード10周年祭（東京ビッグサイト、2017年5月7日） - エンディングライブステージ
- ブシロードカードゲームライブ with 戦略発表会2017夏（有明コロシアム 、2017年7月30日）
- Pastel＊Palettes 1st single リリース記念スペシャルイベント（浅草橋ヒューリックホール、2017年8月6日）
- ガルパライブ&ガルパーティ！in 東京（東京ビッグサイト、2018年1月13日、14日）
- ニコニコ超会議2018 1日目 超演奏してみたステージ（幕張メッセ 国際展示場ホール、2018年4月28日） - 前島亜美 with THE THIRD（仮）
- THE THIRD(仮) 2nd LIVE（マイナビBLITZ赤坂、2018年7月17日） - ゲストボーカル
- BanG Dream! 2nd Season制作発表会（イオンシネマ板橋、2018年12月12日） - ミニライブ
- バンドリ！ラジオ祭り！（パシフィコ横浜 国立大ホール、2019年2月8日）
- BanG Dream! 7th☆LIVE Day2「Genesis」（日本武道館、2019年2月22日） - ゲスト：前島亜美
- 「バンドリ！ ラジオ祭り！」ガルパラジオ×あみたいむ×＠ハロハピCiRCLE放送局（舞浜アンフィシアター、2019年5月20日）
- ガルパーティ！&スタリラ祭 2019 in池袋（池袋サンシャインシティ、2019年6月9日）
- RAISE A SUILEN 単独ライブ「Heaven and Earth」（神戸ワールド記念ホール、2019年7月13日） - ゲスト：前島亜美
- BanG Dream! Xmas Party 2019（東京ドームシティホール、2019年12月12日）
- Pastel＊Palettes特別公演 〜まんまるお山に彩りスペシャル☆〜（Zepp TOKYO、2020年1月27日[10][11]）
- BanG Dream! Special☆LIVE Girls Band Party! 2020（メットライフドーム、2020年5月3日）※開催延期
- BanG Dream! 8th☆LIVE 夏の野外3DAYS（富士急ハイランド・コニファーフォレスト、2020年8月23日） - 前島亜美(Pastel＊Palettes 丸山彩役) with RAISE A SUILEN
- Pastel＊Palettes Special Live ｢TITLE DREAM｣（Zepp Haneda、2021年7月8日)

## タイアップ曲
| 楽曲                        | タイアップ                                                                            | 時期   |
| --------------------------- | ------------------------------------------------------------------------------------- | ------ |
| しゅわりん☆どり〜みん       | ショートアニメ『ぱすてるらいふ』主題歌                                                | 2018年 |
| しゅわりん☆どり〜みん       | ショートアニメ『BanG Dream! ガルパ☆ピコ』挿入歌                                       | 2018年 |
| しゅわりん☆どり〜みん       | テレビアニメ『BanG Dream! 2nd Season』挿入歌                                          | 2019年 |
| しゅわりん☆どり〜みん       | 劇場版「BanG Dream! FILM LIVE」挿入歌                                                 | 2019年 |
| はなまる◎アンダンテ         | ショートアニメ『ぱすてるらいふ』挿入歌                                                | 2018年 |
| もういちどルミナス          | テレビ番組『バンドリTV!』エンディングテーマ                                           | 2018年 |
| もういちどルミナス          | テレビアニメ『BanG Dream! 3rd Season』挿入歌                                          | 2020年 |
| もういちどルミナス          | 劇場版アニメ『BanG Dream! FILM LIVE 2nd Stage』挿入歌                                 | 2021年 |
| Wonderland Girl             | テレビアニメ『バミューダトライアングル 〜カラフル・パストラーレ〜』オープニングテーマ | 2019年 |
| パスパレボリューションず☆   | テレビアニメ『BanG Dream! 2nd Season』挿入歌                                          | 2019年 |
| ゆら・ゆらRing-Dong-Dance   | テレビアニメ『BanG Dream! 2nd Season』挿入歌                                          | 2019年 |
| ゆら・ゆらRing-Dong-Dance   | 劇場版「BanG Dream! FILM LIVE」挿入歌                                                 | 2019年 |
| きゅ〜まい*flower           | テレビアニメ『BanG Dream! 2nd Season』挿入歌                                          | 2019年 |
| きゅ〜まい*flower           | 劇場版「BanG Dream! FILM LIVE」挿入歌                                                 | 2019年 |
| きゅ〜まい*flower           | テレビ番組『バンドリTV!』オープニングテーマ                                           | 2019年 |
| 天下トーイツ A to Z☆        | 劇場版アニメ『BanG Dream! FILM LIVE 2nd Stage』挿入歌                                 | 2021年 |
| ゆめゆめグラデーション      | 劇場版アニメ『BanG Dream! FILM LIVE 2nd Stage』挿入歌                                 | 2021年 |
| SURVIVOR ねばーぎぶあっぷ！ | ミニアニメ『Bang Dream! ガルパ☆ピコ ふぃーばー！』挿入歌                              | 2021年 |

## 番組
2020年4月3日にはYoutubeにあるBanG Dream!の公式チャンネルにて、グループの冠番組「Pastel＊PalettesのしゅわりんTV」が配信された。
Pastel＊Palettesのメンバーが出演する同番組は、毎月第1・3金曜日の21時に配信されていた。
2021年5月3日より、同番組はWebラジオ番組『Pastel＊Palettesのしゅわりんラジオ』としてリニューアルされ、毎週月曜日にHiBiKi Radio Stationにて配信されていた。